# Химичев, Михаил Валерьевич
Михаил Валерьевич Химичев (род. 23 сентября 1979 в г.Москва) — российский актёр.

## Биография
Родился в Москве 23 сентября 1979 года. Летние каникулы проводил у бабушки в Брянске. Очень любил футбол, играл в ДЮСШ «Торпедо».
https://kzclip.net/video/C80O3D8Io34/%D0%BC%D0%B8%D1%85%D0%B0%D0%B8%D0%BB-%D1%85%D0%B8%D0%BC%D0%B8%D1%87%D0%B5%D0%B2.html
По окончании школы  занялся музыкой в составе рок-группы «The.Ru». Они записали альбом, сняли несколько видеоклипов, достаточно успешно выступали с концертами. Затем Михаил начал выступать в клубах с сольной программой. Однако для популярности требовались деньги, и его дядя Борис Химичев посоветовал поступать в театральный.
На момент поступления в ГИТИС  в 2001 году Михаилу Химичеву было 22 года.
В 2006 году окончил РАТИ (ГИТИС). С 2006 по 2008 служил в Театре «У Никитских ворот».
С 2014 года занят в спектакле "Мастер и Маргарита" в театре им. М.А. Булгакова. (Москва)
С 2019 года занят в спектакле "Собачье сердце" Московского театра "Творчество".
С 2022 года занят в спектакле "Случайное танго" Печерский.Театр. (Москва)
В кино начал сниматься будучи студентом.

## Личная жизнь
Женат. Супруга Марина по профессии юрист. Воспитывают дочь Марию (2006 г.р.)

## Фильмография
- 2005 — Адъютанты любви (Россия) — Джага Хан
- 2005—2006 — Не родись красивой (Россия) — Никита Минаев
- 2005 — Рублёвка Live (Россия) — Степан
- 2006 — Папа на все руки (Россия) — мужчина в ресторане
- 2006—2007 — Моя Пречистенка (Россия) — Филипп Готье
- 2007 — Угон (Россия) — Алексей  (главная роль)
- 2007 — Бальзаковский возраст, или Все мужики сво... -3 (Россия) —  эпизод (2-3 серия)
- 2007 — В ожидании чуда (Россия) — Влад
- 2007 —  На пути к сердцу (Россия) — эпизод
- 2007- 2008  — Мачеха (Россия) — Лёня Штурман
- 2007—2009 — Огонь любви (Россия) — Олег Давыдов  (главная роль)
- 2008 — Багровый цвет снегопада (Россия) — Сашко
- 2008 — Взрослые игры (Россия) — Лёня Штурман
- 2009 — Любка (фильм) (Россия) — Константин
- 2009—2010 — Спальный район (Россия) — Илья Маслов  (главная роль)
- 2010 — Буду верной женой (Россия) — Андрей
- 2011 — Наш космос (Россия) — Беляев
- 2011 — Мужчина во мне (Россия) — Жора
- 2011 — Ночь одинокого филина (Россия) — Гарик
- 2011—2012 — Закрытая школа (Россия) — отчим Юли
- 2011—2012 — Метод Лавровой (Россия) — Павел Сумароков
- 2012 — Самара (Россия) — Илья Романов
- 2012 — Мамочка моя (Россия) — Пронин
- 2012 — Фродя (Россия) —  следователь Алексей
- 2013 — Два Ивана (Украина) — Фёдор  (главная роль)
- 2013 — Женский доктор 2 (Украина) — Платон Земцов  (главная роль)
- 2013 — Людмила (Россия) — Анатолий Степаненко
- 2013 — Морские дьяволы. Смерч (Россия) — Дав
- 2014 — Дистанция. 118 секунд, до... и после (Россия) — Ринат
- 2014 — Дело для двоих (Россия, Украина) — Павел Андреевич Демьянов  (главная роль)
- 2014 — Верь мне (Россия) — Сева
- 2014 — Любовь прет-а-порте | Di tutti i colori (Италия, Россия)
- 2014 — Самара-2 (Россия) — Илья Романов, муж Ольги, адвокат
- 2015 — Вернёшься - поговорим  (Россия, Украина) — Михаил
- 2015 — Бабий бунт, или Война в Новосёлково  (Россия) — Сашка
- 2015 — Людмила Гурченко  (Россия) — Константин Купервейс
- 2015 — Сын моего отца  (Россия) — Никита, нейрохирург
- 2016 — Жена напрокат (Россия) — Саша, муж Лены, бизнесмен
- 2016 — Маргарита Назарова (Россия) — Виталий Крутов
- 2016 — Спасатель (Россия) — Николай Лялин  (главная роль)
- 2017 — Высокие отношения (Россия) — Станислав Викторович Колосов
- 2017 — Как вернуть мужа за 30 дней (Россия) — Эдик
- 2017 — Миллионерша (Россия) — Роман
- 2017 — Тот, кто читает мысли (Менталист) (серия № 10 «Смертельная вечеринка») (Россия) — Виктор Михеев, владелец строительной фирмы, муж убитой бизнесвумен Ларисы Михеевой
- 2017 — Форс-мажор (Россия) — Иванов, артист
- 2017 — ИнстаМама (Instamama) /короткометражный фильм — Кирилл
- 2017 — Через беды и печали (Россия) — Сергей Кольцов  (главная роль)
- 2018 — Вкус счастья (Украина) — Артём Городецкий, хозяин клуба
- 2018 — Жена с того света (Украина) — Николай Пичугин  (главная роль)
- 2018 — Лапси (Россия) — Варейкис
- 2018 — Ласточка (Россия) — Андрей Тарасов
- 2018 — Личные счёты (Россия) — Вадим  (главная роль)
- 2018 — Морозова-2 (Россия) — Воронин
- 2018 — Непредвиденные обстоятельства (Россия) — Сергей Ковалёв  (главная роль)
- 2018 — Практика. Второй сезон (Россия) — Юрий Крутов, военный лётчик
- 2018 — Шелест. Большой передел (Россия) — Евгений Терещенко  (главная роль)
- 2018-2019 — Мамы чемпионов (Россия) — Артём
- 2019 — Детки (Россия) — Игорь  (главная роль)
- 2019 — Другая жизнь Анны (Украина) — Павел Петрович Руденко, следователь  (главная роль)
- 2019 — Лев Яшин. Вратарь моей мечты (Россия) — Всеволод Блинков
- 2019 — Легенда Феррари (Россия) — Томас Грубер, немецкий разведчик
- 2019 — Таксистка (Украина) — Сергей Михеев
- 2019 — Я тебя найду (Украина) — Леонид Сергеевич Павлов, следователь, майор  (главная роль)
- 2020 — Исчезающие следы (Украина) — Кирилл Мельник  (главная роль)
- 2020 — Фантом (Россия) — Алексей Анатольевич Самарцев, руководитель отдела СК  (главная роль)
- 2021 — Спасти Веру (Украина) — Игорь
- 2021 — Тонкая работа (Россия) — Игорь (главная роль)
- 2021 — Честная игра (Украина) — Ярослав
- 2022 — Поворот на счастье (Россия) — Илья
- 2022 — Детективное агентство Мухича (Россия) — Столяров